# Flirting with Disaster
Flirting with disaster är ett studioalbum med Jill Johnson producerat av Amir Aly från 2011, med vilket hon för första gången lyckades toppa den svenska albumlistan.

## Låtlista
|    | Titel                           | Låtskrivare                                   | Längd |
| -- | ------------------------------- | --------------------------------------------- | ----- |
| 1  | Flirting With Disaster          | Jill Johnson, Liz Rose, Lisa Carver           | 3:19  |
| 2  | What's a Little Rain            | Jill Johnson, Liz Rose, Lisa Carver, Pam Rose | 4:01  |
| 3  | In One Piece                    | Jill Johnson, Liz Rose, Lisa Carver           | 3:39  |
| 4  | While You're Sleeping           | Jill Johnson, Liz Rose, Lisa Carver           | 3:45  |
| 5  | I'm Awake Now                   | Jill Johnson, Liz Rose, Pam Rose              | 3:32  |
| 6  | Don't Wanna Let You Go          | Jill Johnson, Liz Rose, Lisa Carver           | 3:01  |
| 7  | I'm Never Far                   | Jill Johnson, Liz Rose, Pam Rose              | 3:23  |
| 8  | When We Had It So Good          | Jill Johnson, Liz Rose, Pam Rose              | 3:15  |
| 9  | Roll My Way                     | Jill Johnson, Liz Rose, Lisa Carver, Pam Rose | 4:01  |
| 10 | The Sound of Leaving            | Jill Johnson, Liz Rose, Lisa Carver           | 3:38  |
| 11 | Used to Think He Was Everything | Jill Johnson, Liz Rose, Lori McKenna          | 3:38  |
| 12 | Dreaming Me Away                | Jill Johnson, Liz Rose, Lisa Carver           | 3:29  |
| 13 | Song to Heaven (bonusspår)      | Aleena Gibson, Molly Sandén                   | 4:12  |

## Listplaceringar
| Lista (2011-2012) | Topplacering |
| ----------------- | ------------ |
| Sverige           | 1            |

### Fotnoter
1. ↑  ”Jill Johnsons diskografi”. Arkiverad från originalet den 7 augusti 2017. https://web.archive.org/web/20170807022721/http://jilljohnson.se/en/2011-09-28-flirting-with-disaster-cd/. Läst 27 december 2011.
2. ↑  ”Svensk mediedatabas”. http://smdb.kb.se/catalog/id/002755179. Läst 27 december 2011.
3. ↑  ”Musiknyheter”. 7 oktober 2011. Arkiverad från originalet den 9 mars 2014. https://web.archive.org/web/20140309203231/http://www.musiknyheter.nu/jill-johnson-etta-pa-albumlistan_20111007.html. Läst 27 december 2011.
4. ↑  ”Listplacering”. http://swedishcharts.com/showitem.asp?interpret=Jill+Johnson&titel=Flirting+With+Disaster&cat=a. Läst 27 december 2011.